# Nick Jr.
Nick Jr. es una marca de Nickelodeon destinada al público preescolar que se emite en el canal del mismo nombre alrededor del mundo teniendo en algunas regiones como Estados Unidos, Reino Unido, Australia y Latinoamérica un canal de emisión propia. Desde el 1 de julio de 2010 también se emite en España, siendo el cableoperador ONO el primero en incorporarlo. En otros países es solo un bloque que se emite por las mañanas. Nick Jr. es propiedad de Paramount Media Networks, que es una filial de Paramount Global.
En Estados Unidos era hasta febrero de 2009 un bloque en Nickelodeon y a partir del 28 de septiembre de 2009 reemplaza al canal Noggin convirtiéndose en un canal propio.

## Historia

### Comienzos
En los Estados Unidos, los programas para preescolares que se veían en Nickelodeon eran muy populares a finales de la década de 1980. Entonces, el 29 de febrero de 1988 se creó un bloque en Nickelodeon, conocido como Nick Jr. destinado al público preescolar, separándolo así de la programación de Nickelodeon, que está destinada al público preadolescente. En otras palabras, Nick Jr. es el Nickelodeon para los más pequeños de la casa.

### 1988-1994
Nick Jr. empezó como sí, a inicios de 1988. Era un bloque de aproximadamente seis horas de transmisión. Empezaba a las 8:30 a.m., y terminaba a las 2:30 p. m.. Algunos de los programas infantiles de Nick Junior. eran: "Pinwheel", "El castillo de Eureka", "David the Gnome", "Noozles", "The Adventures of Little Koala", "The Little Prince", "The Elephant Show", ente otros.

### 1994-2004
En 1994 Nick Jr. presentó "la cara animada", una cara bidimensional parlanchina que se introdujo en todos los segmentos de Nick Jr. Durante ese periodo le incluyeron nuevos programas como "La Ventana de Allegra", "Bob el constructor", "Bananas en pijamas", "Las pistas de Blue", "La isla Gullah Gullah" y "The Busy World of Richard Scarry". La cara, que aparecía en todos los segmentos, se podía transformar en cualquier objeto, desde una rueda de engranaje, hasta un inhalador de oxígeno, causando una serie de efectos de sonido que llevaban hasta el logo de Nick Jr.

### 2004-2007
En Nick Jr. en Estados Unidos, hubo una mascota, llamada Piper, que fue una especie de zarigüeya de 2004-2008. Piper duró en Nick Jr. hasta septiembre de 2007.

### 2007-2009
Nick Jr. en Estados Unidos estrenó nuevos gráficos y música en septiembre de 2007. Nick Jr.'s Playdate, motivaba a los niños a jugar con los personajes del bloque. El actual de Nick Jr. en ese momento era "Play with your eyes"

### 2009-presente
El 2 de febrero de 2009 se deja de emitir el bloque para poder usarse en reemplazo de Noggin desde el 28 de septiembre, usando un nuevo logotipo. Algunas series de Nick Jr. aún se emiten por las mañanas en Nickelodeon aunque sin usar el logo de Nick Jr.
Notación Adicional Nick Jr. Channel

Logotipo utilizado desde mayo de 2018 hasta septiembre de 2023, con la palabra CHANNEL debajo del logo

El 21 de mayo de 2018, el canal actualizó sus imágenes con nuevas piezas intersticiales y avisos actualizados del plan de estudios, y comenzó a promocionarse como "Nick Jr. Channel" de manera audible y visual para evitar confusiones con el bloque de Nickelodeon. Dos episodios de Dora la Exploradora, "Dora Rocks!" y "Boots 'First Bike" fueron los primeros programas que se emitieron con este look.
El 4 de septiembre de 2023, el canal cambió de nombre para usar el logotipo splat actualizado, así como nuevos parachoques y tableros curriculares (para mantenerse en línea con el bloque Nickelodeon, que comenzó a usar la nueva marca el 5 de julio de 2023). El mismo día, el logotipo de "Nick Jr. Channel" se cambió por uno que decía simplemente "Nick Jr." por primera vez desde 2009. Sin embargo, las nuevas promociones continúan refiriéndose al canal como "Nick Jr. Channel".
NickMom (2012-2015)

Logotipo del bloque NickMom

Desde el 1 de octubre de 2012 hasta el 28 de septiembre de 2015, Nick Jr. emitió un bloque de cuatro horas de programas dirigidos a los padres llamado NickMom. Se transmitió de 10:00 p. m. a 2:00 a. m. ET. El nombre NickMom comenzó con un sitio web de humor en 2011  y la franja horaria de cuatro horas transmitía comedias como Instant Mom y NickMom Night Out. El 9 de septiembre de 2015, los canales de redes sociales de NickMom anunciaron que el bloque de cuatro horas entre semana en el canal de Nick Jr., junto con el sitio web de NickMom, finalizaría sus operaciones a fines del 28 de septiembre de 2015, debido a los recortes de Viacom en 2015. involucrando la programación adquirida y también debido a las bajas calificaciones de NickMom con el tiempo vacante por NickMom regresó a la programación de canal tradicional de Nick Jr. En la madrugada del 28 de septiembre de 2015, NickMom terminó su carrera de 3 años a las 2:00 a. m. ET, con la transmisión de la película Guarding Tess y no se mostró ningún mensaje de cierre. Después de la película Guarding Tess, ¡se desvaneció directamente en un episodio de Yo Gabba Gabba! al final. Desde entonces, parte de la programación más popular del canal Nick Jr. incluidas las repeticiones de Dora la Exploradora, Blue's Clues, Team Umizoomi y Bubble Guppies, ahora ocupan las cuatro horas que dejó vacante NickMom, cuya antigua dirección de sitio web ahora se usa como redireccionamiento al sitio de Nickelodeon para recursos para padres.
Tras el cierre de NickMom, Nick Jr. aumentó la cantidad de publicidad tradicional que emitía, pero también comenzó a programar programas en una inversión del formato "fuera del horario" en el que la red acortó algunas de sus pausas comerciales, lo que permitió que la red aire más programación. El formato "fuera del horario" fue adoptado previamente por varias redes de Viacom, como TV Land, Nick at Nite, MTV, MTV2, Paramount Network y Comedy Central (aunque en forma inversa, el formato de programación para esos canales era diseñado para agregar cargas publicitarias adicionales).

## Internacional
En el Reino Unido, Nick Jr. comenzó como un bloque, pero se hizo un canal en 1999; también, en ese país, hay un segundo canal llamado Nick Jr. 2, que se lanzó el 24 de abril de 2006. En Australia, Nick Jr. es también un canal independiente, apuntado a un público preescolar.

### Latinoamérica
En Latinoamérica, Nick Jr. se transmitía como un bloque todas las mañanas en Nickelodeon hasta el 1 de agosto de 2017, pero aún existe como canal propio desde el 1 de julio de 2008. con 24 horas de programación continua, aunque Nickelodeon aún conserva el bloque matutino con programación de Nick Jr. En agosto de 2017, el bloque desapareció de la programación de Nickelodeon Latinoamérica, pero aún se emiten varias series de Nick Jr. en un horario más temprano y reducido. El bloque aún existe como un canal. 
En enero de 2014, el canal se incorpora al operador Movistar TV. En febrero de 2016, el canal en señal HD se incorpora al operador VTR. El martes 23 de octubre de 2018, se incorporó a la grilla de DirecTV Latinoamérica en SD y HD.
El 1 de abril de 2022 se agrega a la grilla de Entel en sus plataformas satelital y IPTV y también en Zapping TV.
El 19 de septiembre de 2023, Nick Jr. pasa a ser una señal manejada desde Europa, cambiando el logo en pantalla y muchas de sus gráficas, las cuales ahora tienen similitud con sus contrapartes europeas. También se eliminaron los créditos en cada programa, al igual que los cortes comerciales en medio del programa.

### España
En 2011, se empieza a retransmitir en España como canal en Digital+.
En julio de 2010 el canal llega en exclusiva al dial 60 del operador español ONO. 
En enero de 2011, el canal se incorpora al operador Digital +.

### Otros países
- Nick Jr. (Reino Unido e Irlanda): lanzado en 1993
- Nick Jr. (Alemania) - lanzado en 1995
- Nick Jr. (Australia y Nueva Zelanda): lanzado en 1998
- Nick Jr. (Turquía): lanzado en 1998
- Nick Jr. (Israel): lanzado en 2003
- Nick Jr. (Países Bajos): lanzado en 2003
- Nick Jr. (Alemania): lanzado en 2005
- Nickelodeon Junior (Francia): lanzado en 2005
- Nick Jr. (Medio Oriente y África): lanzado en 2008
- Nick Jr. (Italia): lanzado en 2009
- Nick Jr. (Canadá): lanzado en 2009 (como bloque de programación)
- Nick Jr. (Escandinavia): lanzado en 2010
- Nick Jr. (Grecia): lanzado en 2010
- Nick Jr. (Asia): lanzado en 2010
- Nick Jr. (Rusia): lanzado en 2011
- Nick Jr. (India): lanzado en 2012
- Nick Jr. (África Subsahariana): lanzado en 2014
- Nick Jr. (Portugal): lanzado en 2017